# NGC 3963
NGC 3963 é uma galáxia espiral barrada (SBbc) localizada na direcção da constelação de Ursa Major. Possui uma declinação de +58° 29' 36" e uma ascensão recta de 11 horas, 54 minutos e 58,8 segundos.
A galáxia NGC 3963 foi descoberta em 18 de Março de 1790 por William Herschel.